# Jacques Nezri
Jacques Nezri, né le 24 mars 1939 à Oran en Algérie, et mort le 4 octobre 2008 à Creil dans l’Oise, est un rabbin français.

## Biographie
Fils du rabbin Moshé Nezri, il mène de front l'étude de la Torah et des études profanes. Durant la guerre d’Algérie il reçoit la médaille militaire. Il se marie en 1962 et a quatre enfants.
Arrivé dans l’Oise, à Creil au début des années 1960, il organise l’accueil et l’intégration des Juifs rapatriés, fonde l’association des Israélites de Creil (ACIRC), y fait construire une synagogue, inaugurée le 23 février 1968, développe le centre communautaire et met en place un carré israélite dans les deux cimetières de Creil.
Pendant 43 ans, il publie "Le lien des israélites de l’Oise", une publication mensuelle, ainsi qu’un calendrier annuel.
Il exerce les fonctions d’aumônier de la 3e région militaire, des prisons, des hôpitaux, des maisons de retraite et représente la communauté israélite de Picardie.
Sa connaissance de l’arabe et son esprit d'ouverture lui permettent d’établir les liens chaleureux avec les communautés musulmane, catholique, et protestante de Creil. Des rencontres œcuméniques sont ainsi organisées. Il déclare en 2004 : « J'applaudis nos relations de bon voisinage. Nos relations communautaires se déroulent dans la fraternité puisque nous sommes tournés vers le même Dieu ». Et en 2006 : « Nous avons toujours entretenu des relations fraternelles avec tous les cultes, notamment les musulmans. Nous avons assisté à la pose de la première pierre de la mosquée et, tous les vendredis, nous nous croisons et ils nous souhaitent bon shabbat. »
Sa fille Martine a participé à l'émission Mille et une vies intitulée L'amour plus fort que les interdits religieux . Elle y a raconté qu'elle n'a pas vu son père pendant 10 ans car ce dernier ne souhaitait pas voir sa fille s'unir à un non-juif. Ce n'est que lorsque Jacques, à la suite de sérieux problèmes de santé, entrevoit la mort de près, qu'il adopte une tout autre attitude à l'égard de sa fille et de son gendre. Ils se sont réconciliés quatre années avant que Jacques ne disparaisse.
Il reçoit les palmes académiques (en 1984), la médaille pénitentiaire (en 1986) et celle d’officier de l’ordre national du mérite (en 1989).
Jacques Nezri reste actif jusqu'à sa mort . Il est inhumé le 6 octobre 2008 au cimetière du Plessis-Pommeraye.

## Hommage posthume
- Une allée de la ville de Creil porte son nom depuis 2009[1].